# 闘山羊
闘山羊又は闘ヤギ（とうやぎ）は、ヤギとヤギとを戦わせる競技である。主に沖縄県で行われる。

## 概要
ヤギが持つ、縄張り内での序列を決めるためにケンカをする習性を利用した競技である。

### 瀬底島
瀬底島（沖縄県国頭郡本部町）では、毎年5月と11月に行われている。現地ではヤギの喧嘩を意味するピージャーオーラサイと呼ばれている。1970年代に沖縄海洋博覧会の工事のため、一時期、途絶えていたが、1995年に島おこしの一環として復活した。
リングに入れられた雄ヤギ2頭が角と角をぶつけ合う正面割りや相手の角に自分の前足を掛ける掛け技や肩で相手を押し倒す肩押しなどで勝負する。勝敗については特に決まりはなく瀬底島では制限時間15分の間に見た目で勝敗を決めている。引き分けの場合は飼い主のじゃんけんなどで決める。
1985年に瀬底大橋が開通して以来、沖縄本島との通行が可能となっているため、現在では本島のイベントでも闘山羊が行われる場合もある。

### 多良間島
多良間島（沖縄県宮古郡多良間村）では、ピンダアースとよばれる。「ピンダ」は「ヤギ」、「アース」は「合わせ」を意味する多良間方言である。毎年、春秋2回の多良間島ピンダアース大会が開かれており、2017年5月で第14回を数える。この回では初めての島外からの参戦として、石垣島のヤギ2頭が参加した。
前足を高く上げて相手を威嚇する「マイダツ」、マイダツに続けて角をぶつける「脳天割り」、頭を突き合わせて押す「頭突き押し」、自分の角を相手の角、首、足に掛ける「掛けワザ」、互いに押し合う「肩押し」等の技で戦う。

### 与那国島
与那国島（沖縄県八重山郡与那国町）では、日本最西端与那国島国際カジキ釣り大会の記念イベントとして、闘牛に先立つアトラクションとして闘山羊が行われる。